# Låt kärleken slå till
Låt kärleken slå till är ett studioalbum av det svenska dansbandet Bengt Hennings, släppt 2009. 

## Låtlista
1. Jag trodde änglarna fanns
2. Rena rama vilda västern
3. Till världens ände
4. Carina (Jag måste ringa)
5. I Just Wanna Dance With You
6. Ovan regnbågen (Over the Rainbow)
7. Säg inte nej, säg kanske
8. Glöm ej bort att älska varann
9. Muckartwist (instrumental)
10. En liten gulnad lapp
11. Men så viskade en fågel
12. Låt kärleken slå till
13. Vi har så mycket att säga varandra
14. Aj, aj, aj
15. Vår enda sommar

## Listplaceringar
| Lista (2009) | Topplacering |
| ------------ | ------------ |
| Sverige      | 10           |